# 조근종
조근종(趙根宗, 1990년 5월 16일 ~ )은 전 KBO 리그 kt 위즈의 사이드암 투수이다.

## 아마추어 시절
청원고등학교 3학년이던 2008년 6월 무등기 전국고교야구대회 4강전에서 광주일고 에이스 유창식과의 선발 맞대결 끝에 완봉승을 거두며 1989년 청룡기 전국고교야구대회 이후 19년만에 팀을 전국 대회 우승에 기여했다. 또한 8월에는 봉황대기 전국고교야구대회에서도 팀을 4강에 진출시키며 돌풍을 일으켰지만, 4강전에서 정인욱이 버티던 대구고등학교에 1점차로 완투패하며 결승 진출에 실패했다.
2009년 신인 드래프트에 지명되지 못하고 곧바로 원광대학교에 진학했다. 원광대 2학년이던 2010년 춘계리그에서 38.1이닝동안 5승, 평균자책점 0의 완벽투를 펼치며 김민식, 윤정우 등과 함께 팀을 24년 만에 춘계리그 우승으로 이끌었으며 그는 대회 MVP에 선정됐다.
춘계리그에서의 호투 덕에 그 해 한·미 선수권 대회 국가대표에 2학년 투수로는 유일하게 선발됐다. 게릿 콜, 소니 그레이, 재키 브래들리 주니어, 조지 스프링어 등 현 MLB 올스타 선수들이 즐비했던 미국 대학 대표팀과의 5차전 시리즈에서 원포인트 릴리프로 4경기에 등판해 4탈삼진, 평균자책점 3.38을 기록했다.

## LG 트윈스시절
2013년 한국프로야구 신인 드래프트에 지명되지 못하고 신고선수로 입단했다. 군 제대 및 2016 시즌 후 보류선수 명단에서 제외돼 방출됐다.

## kt 위즈시절
2017년에 입단하였다. 2군에서 줄곧 선발 투수 준비를 하다가 2017년 5월 19일에 정식 선수로 전환되며 1군에 등록됐다. 다음날인 5월 20일 넥센전에서 구원 등판하여 2이닝 5탈삼진, 5실점을 기록했다.

## 출신 학교
- 청원초등학교
- 청원중학교
- 청원고등학교
- 원광대학교

## 통산 기록
| 연도 | 팀명  | 평균자책점 | 경기 | 완투 | 완봉 | 승 | 패 | 세 | 홀 | 승률 | 타자 | 이닝 | 피안타 | 피홈런 | 볼넷 | 사구 | 탈삼진 | 실점 | 자책점 |
| ---- | ----- | ---------- | ---- | ---- | ---- | -- | -- | -- | -- | ---- | ---- | ---- | ------ | ------ | ---- | ---- | ------ | ---- | ------ |
| 2017 | kt    | 22.50      | 1    | 0    | 0    | 0  | 0  | 0  | 0  | -    | 13   | 2    | 6      | 1      | 1    | 0    | 5      | 5    | 5      |
| 2019 | kt    | 5.91       | 10   | 0    | 0    | 0  | 0  | 0  | 1  | -    | 53   | 10.2 | 15     | 1      | 5    | 2    | 6      | 7    | 7      |
| 통산 | 2시즌 | 8.53       | 11   | 0    | 0    | 0  | 0  | 0  | 1  | -    | 66   | 12.2 | 21     | 2      | 6    | 2    | 11     | 12   | 12     |